# Carl-August Wiencke

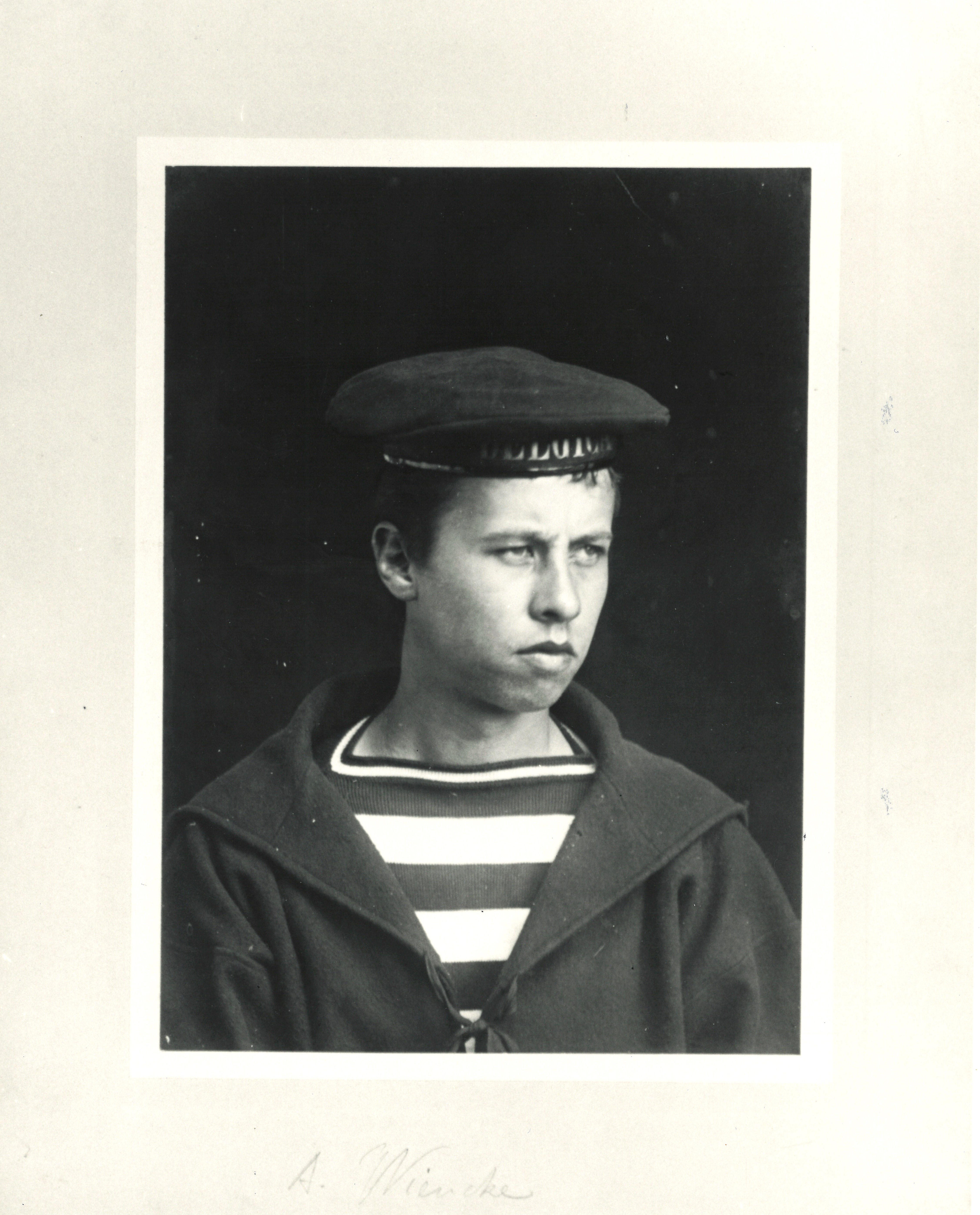
Carl-August Wiencke

Carl-August Wiencke (* 22. August 1877 in Christiania, Norwegen; † 22. Januar 1898 in der Bransfieldstraße, Antarktis) war ein norwegischer Matrose und Teilnehmer an der Belgica-Expedition (1897–1899) unter der Leitung des belgischen Polarforschers Adrien de Gerlache de Gomery.

## Leben
Wiencke wurde als ältestes von neun Kindern deutschstämmiger Eltern geboren. Seinen ausgeprägten sportlichen Neigungen ging er in der Nordmarka nördlich der norwegischen Hauptstadt nach. In der Absicht, Ingenieur zu werden, begann er eine Ausbildung an der Christiania Tekniske Skole. Zu der Zeit, als sich de Gerlache in Norwegen zum Erwerb des Expeditionsschiffs Belgica in Norwegen aufhielt, bewarb sich Wiencke bei ihm um eine Teilnahme an der Forschungsreise. Zu ihren Gunsten brach Wiencke seine Ingenieursausbildung ab und heuerte auf einem englischen Schiff als Matrose an, um Erfahrungen auf See zu sammeln. Zudem wies ihn de Gerlache an, sich mit der Bearbeitung von Blech mit dem Zweck auseinanderzusetzen, Kisten aus Metall für den Transport von wissenschaftlichem Material herzustellen. Roald Amundsen, der gleichfalls an der Forschungsreise teilnahm, beschreibt ihn in seinem Expeditionstagebuch als manierlich, loyal, eifrig und bei allen weiteren Crewmitgliedern beliebt. Im argentinischen Punta Arenas erhob ihn de Gerlache zum Vollmatrosen.
Am 22. Januar 1898 geriet die Belgica in der Bransfieldstraße unweit der Austin Rocks in einen Sturm. Das Schiff drohte in schwerer See durch blockierte Speigatts mit Wasser vollzulaufen und zu kentern. Ungesichert versuchte Wiencke, die für die Blockade ursächlichen Kohlestücke aus den Speigatts zu entfernen. Dabei spülte ihn eine überkommende Welle von Bord. Zwar gelang es Wiencke noch, die Logleine zu greifen, doch scheiterten alle Versuche, den Ertrinkenden aus dem eiskalten Wasser zu ziehen. Der 20-jährige Wiencke war das erste Todesopfer der Expeditionen des Goldenen Zeitalters der Antarktisforschung. Nach ihm ist die Wiencke-Insel westlich der Antarktischen Halbinsel benannt.